# 육군지원사령부
미국 육군지원사령부(United States Army Sustainment Command (ASC))는 미국 육군물자사령부 주요 예하사령부 중의 하나이다. 일리노이주 록아일랜드 조병창에 본부를 두고 있다.

## 역사
야전지원사령부를 대체하여 육군지원사령부가 2006년 9월 22일에 설립되었다. 그 해 10월 16일, AMC 서남아시아 전방본부(AMC Forward - Southwest Asia)가 제401육군야전지원여단으로 재편성, 그리고 제402육군야전지원여단이 창설되었다.
2007년 10월 16일, 주한 미군이 관할하는 대한민국 대구광역시의 캠프 헨리에 주둔하고 있던 극동육군야전지원단이 제403육군야전지원여단, 그리고 AMC 전방본토(AMC Foward-CONUS)의 동부, 서부본부가 각각 제406, 407육군야전지원여단으로 재편성되었다. 또한 스트라이커 여단전투단을 지원하던 AMC 전방-스트라이커(AMC Forward - Stryker)는 제404육군야전지원여단으로 재편성되었다.

## 구조

### 부서
- 비지니스
- 역사부
- 법률센터
- 물자대응훈련부
- 레드스톤 조병창 분견대
- 소규모 비지니스 프로그램

### 여단
- 제401육군야전지원여단 (미국 중부 육군) - 쿠웨이트
  - 아프가니스탄 육군야전지원대대 (블랙스미스 TF) - 쿠웨이트 캠프 아리프잔; 2014년 12월 15일
  - 쿠웨이트 육군야전지원대대 - 쿠웨이트 캠프 도하; 1999년 10월 1일
  - 콰타르 육군야전지원대대 (블랙스미스 TF)
  - 서남아시아 육군야전지원대대 (반달스 TF)
- 제402육군야전지원여단 (미국 태평양 육군) - 하와이주; 2006년 10월 16일 ~ 현재[1]
  - 알래스카 육군야전지원대대
  - 하와이 육군야전지원대대
- 제403육군야전지원여단 (주한 미군) - 캠프 헨리; 2008년 10월 16일 ~ 현재[2]
- 제404육군야전지원여단 - 워싱턴; 2005년 8월 15일
  - JBLM 육군야전지원대대
- 제405육군야전지원여단 (미국 유럽-아프리카 육군) - 독일; 2007년
- 제406육군야전지원여단 - 노스캐롤라이나주; 2007년 10월 16일
  - 포트 드럼 육군야전지원대대
  - 포트 브래그 육군야전지원대대
  - 포트 스튜어트 육군야전지원대대
  - 포트 캠벨 육군야전지원대대
- 제407육군야전지원여단 - 텍사스주; 2007년 10월 16일
  - 포트 라일리 육군야전지원대대
  - 포트 블리스 육군야전지원대대
  - 포트 카슨 육군야전지원대대
  - 포트 후드 육군야전지원대대
- 민간 군수 증강 프로그램(영어판) 지원여단 - 일리노이주
- ASC-육군 예비군 부대 - 일리노이주; 2002년 12월 (MFSC)로 편성; 2009년 9월 15일, ASC-ARE로 재편성.
- 제279육군야전지원여단 - 앨라배마주

### 예하사령부
- 미국 육군 예비군 제대
- 육군석유센터(USAPC)
  - 육군석유실험실 (USAPL), 전투적합성개발사령부(CCDC) 협력 및 자매조직
- 재고포장 및 컨테이너화센터(PSCC)

## 같이 보기
- 야전지원사령부 - 이전에 비슷한 역할을 하던 조직
- 전시비축물자

## 참고
1. ↑  “Headquarters, 402d Support Brigade” (영어). 2017년 12월 11일. 2019년 12월 14일에 확인함.
2. ↑  “Headquarters, 403d Support Brigade” (영어). 2016년 6월 20일. 2019년 12월 14일에 확인함.

- “U.S. Army  Sustainment Command Organization Chart” (PDF) (영어). 2017년 7월 28일. 2019년 9월 24일에 원본 문서 (PDF)에서 보존된 문서. 2019년 12월 14일에 확인함.